# 1858 aux États-Unis
Pour des articles plus généraux, voir Chronologie des États-Unis et 1858.
Chronologie des États-Unis
- 1854
- 1855
- 1856
- 1857
- 1858
- 1859
- 1860
- 1861
- 1862

Cette page concerne des événements d'actualité qui se sont produits durant l'année 1858 du calendrier grégorien aux États-Unis.

## Gouvernement
- Président : James Buchanan Démocrate
- Vice-président : John Cabell Breckinridge Démocrate
- Secrétaire d'État : Lewis Cass
- Chambre des représentants - président : James Lawrence Orr Démocrate

## Événements

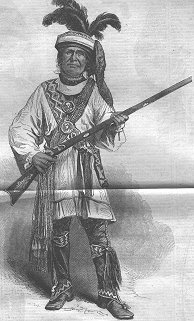
Billy Bowlegs

- 4 janvier : un projet de constitution du parti esclavagiste au Kansas, dit Constitution de Lecompton, est rejeté[1].
- 10 mars : fondation à New York de la National Association of Base Ball Players[2].
- 15 mars : le chef Séminole Jambes Arquées (Billy Bowlegs) accepte d’émigrer vers une réserve du territoire indien en Oklahoma, mettant ainsi fin à la Troisième Guerre séminole (8 mai)[3].
- 12 avril : Michael Phelan devient le premier champion de billard (reconnu) des États-Unis en s’imposant face à Ralph Benjamin à Détroit[4]
- 22 avril : manifestation à New York pour la « République mondiale »[5]. Elle rassemble environ 5 000 personnes, dont de nombreux républicains européens exilés après la vague révolutionnaire de 1848 et des démocrates américains.

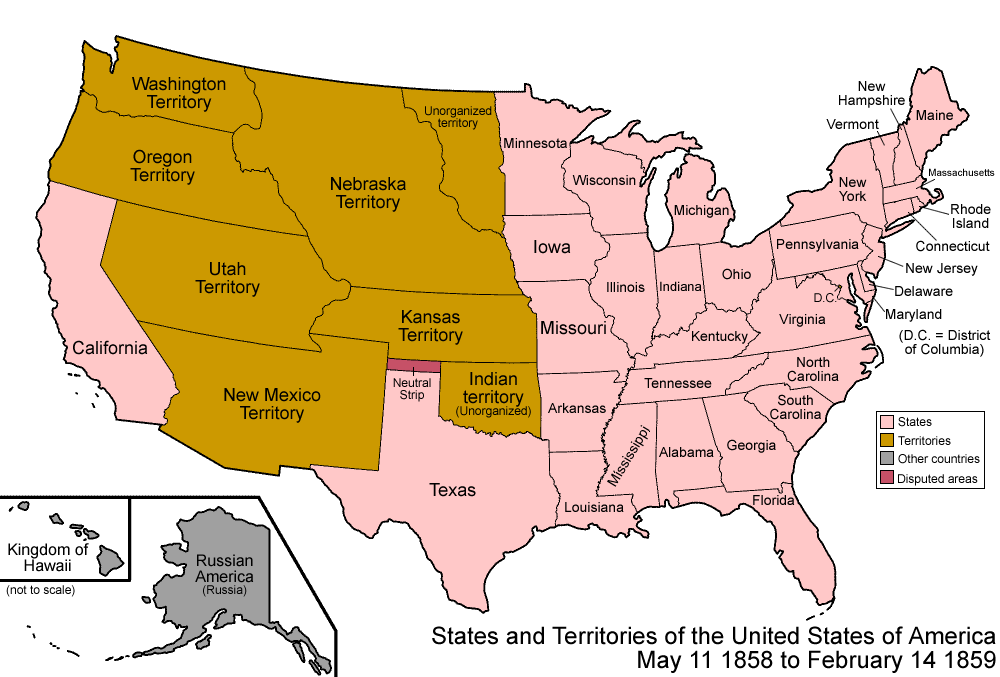
11 mai 1858 - 14 février 1859

- 11 mai : l'est du Territoire du Minnesota devient le 32e État, le Minnesota. Le reste devient un territoire non-organisé[6].
- 19 mai : massacre du Marais des Cygnes. Au Kansas, 30 pro-esclavagistes fusillent 5 hommes avec pour seule raison d'être d'un état où l'esclavage est interdit.
- Début juillet : ruée vers l'or de Pikes Peak. Après plusieurs échecs, Green Russell et Sam Bates découvrent environ 622 grammes d'or au niveau du Little Dry Creek. Ce site est aujourd'hui la banlieue de Denver nommée Englewood[7].
- 20 juillet : premières entrées payantes pour un match de baseball aux États-Unis. 1 500 spectateurs payent 50 cents chacun pour assister à la victoire des New York All Stars sur Brooklyn, 22-18[2].
- Août : début de la campagne sénatoriale d’Abraham Lincoln, candidat républicain, qui déclare que l’esclavage est un mal en soi. Le candidat démocrate, partisan de l’application du Kansas-Nebraska Act gagne le siège de sénateur de l’Illinois.
- 16 août : le premier câble télégraphique transatlantique est posé entre Valentia (Irlande) et Trinity Bay (Terre-Neuve). Un message inaugural est échangé entre la reine Victoria et le président Buchanan. La transmission du message de 100 mots dure 1 heure 7 minutes. La ligne ne fonctionne que 20 jours, jusqu'au 1er septembre : Whitehouse, ingénieur de la société Newall, pensant accélérer la transmission, provoque le claquage de la liaison en appliquant une tension de pile destructrice.
- 22 octobre : les New York Mutuals remportent le championnat de baseball de la NABBP avec 11 victoires et 1 défaite[8].
- 28 octobre : Macy ouvre un grand magasin à New York nommé R.H. Macy & Company au coin de la 14e rue et de la 6e avenue.
- 17 novembre : fondation de la ville de Denver (Colorado).
- Guerre de Yakima : conflit entre les États-Unis et le peuple Yakamas, alors tribu amérindienne du Territoire de Washington et désormais au sud-est de l'État de Washington, de 1855 à 1858.
- Le concours pour la conception de Central Park à New York est gagné par Frederick Law Olmsted et Calvert Vaux.

## Naissances
- 15 février : John Joseph Montgomery est un pionnier de l'aviation, inventeur, et professeur de l'Université de Santa Clara, né à Yuba City en Californie, et mort le 31 octobre 1911 à Evergreen en Californie.
- 30 mars : DeWolf Hopper, († 23 septembre 1935), est acteur et chanteur américain dont le nom reste lié à un fameux poème dédié au baseball : Casey at the bat (1888). Présenté en public en mai 1889 au Wallace's Theatre de New York[9], Hopper récita plus de 10 000 fois ce poème au long de sa carrière. Il est diffusé à la radio le 27 décembre 1932. Ce poème inclassable inspira nombre d'imitations et d'adaptations.
- 30 avril : Mary Harrison, († 5 janvier 1948), fut la seconde épouse du 23e président des États-Unis, Benjamin Harrison.
- 16 juin : William D. Boyce, né dans le comté d'Allegheny et mort le 11 juin 1929 à Chicago, était un homme d'affaires, entrepreneur, éditeur de presse écrite et un explorateur. Il fut le fondateur des Boy Scouts of America (BSA) et des Lone Scouts of America (LSA).
- 28 juin : Otis Skinner est un acteur américain né à Cambridge (Massachusetts) et décédé le 4 janvier 1942 à New York City, New York.
- 27 octobre : Theodore Roosevelt, futur président des États-Unis († 1919).
- 16 novembre : Katharine Drexel (née à Philadelphie (Pennsylvanie) - † 1955), fondatrice du premier institut catholique d'études supérieures pour les Noirs aux États-Unis.

## Décès
- 9 janvier : Anson Jones est un homme politique texan et physicien, né en 1798. Il fut le dernier président de la république du Texas qu'il dirigea du 9 décembre 1844 au 19 février 1846.
- 4 mars: Matthew Perry, commodore de l'US Navy.
- 29 juillet : Alpheus P. Hodges, homme politique, premier maire de Los Angeles.
- 17 septembre : Dred Scott est un esclave afro-américain né en 1795 en Virginie. C'est une figure de l'anti-esclavagisme. Né en esclavage, il connait plusieurs propriétaires au cours de sa jeunesse dont un médecin de l'armée, Dr. John Emerson. Celui-ci achète une autre esclave nommée Harriet que Dred Scott épouse avec l'accord d'Emerson. À la mort d'Emerson, le couple devient la propriété de la veuve d'Emerson qui leur refuse la liberté malgré l'interdiction de l'esclavage dans l'Illinois où ils habitent à cette époque. Dred Scott intente une action en justice contre leur maîtresse. Le jugement dure onze ans. En 1857, après plusieurs rebondissements, la Cour suprême des États-Unis refuse leur liberté à Dred et Harriet Scott malgré le soutien de nombreuses personnalités des États du nord. Le juge Taney, qui a repris l'affaire, crée alors l'arrêt Scott, dans lequel il dénonce la non citoyenneté des noirs. Finalement, Scott et sa femme furent rendus à leur premier propriétaire qui leur accorda leur liberté peu de temps avant la mort de Dred. Cette saga judiciaire constitua une victoire sudiste dans leur lutte pour le maintien de l'esclavage. Sans le savoir, Scott contribua grandement à diviser le pays, et fut ainsi un facteur important des causes de la guerre de Sécession.

#### Articles généraux
- Histoire des États-Unis de 1776 à 1865
- Évolution territoriale des États-Unis
- Troisième Guerre séminole
- Bleeding Kansas
- Guerre de l'Utah
- Ruée vers l'or de Pikes Peak
- Guerre de Yakima

#### Articles sur l'année 1858 aux États-Unis
- Drapeau des États-Unis